# Totem (album de Faun)
Pour les articles homonymes, voir Totem.
Totem est le quatrième album du groupe allemand Faun, sorti en 2007. 

## Pistes
| No  | Titre               | Durée |
| --- | ------------------- | ----- |
| 1.  | Rad                 | 3:57  |
| 2.  | 2 Falken            | 4:59  |
| 3.  | Sieben              | 4:13  |
| 4.  | November            | 4:51  |
| 5.  | Tinta               | 4:54  |
| 6.  | Unicorne            | 4:22  |
| 7.  | Karuna              | 3:21  |
| 8.  | Gaia                | 6:21  |
| 9.  | Zeit Nach Dem Sturm | 5:58  |
| 10. | Der Stille Grund    | 3:08  |